# Sylvia Wolff
Sylvia Wolff (* 1967 in Halle (Saale)) ist eine deutsche Malerin, Autorin und ehemalige Schauspielerin.

## Leben
Von 1984 bis 1988 studierte sie an der Hochschule für Schauspielkunst „Ernst Busch“ Berlin, Außenstelle Rostock. Es folgten feste Theaterengagements in Ensembles in Berlin, Dresden, Chemnitz und Zwickau. Ihr Filmdebüt hatte Wolff 1988 in der aufwendig inszenierten und viel gelobten DEFA-Produktion Rapunzel oder der Zauber der Tränen unter der Regisseurin Ursula Schmenger, in der sie die Titelrolle Rapunzel übernahm. Für ihre Darstellung erhielt Wolff äußerst positive Kritik. Bis heute ist der Rapunzelfilm ihre einzige Leinwanddarbietung. 1997 beendete sie ihre Karriere als Darstellerin, da sie nach eigenen Angaben keine Erfüllung mehr durch die Tätigkeit als Schauspielerin empfand.
Seit 1997 wendet sich Wolff konsequent der Malerei und Literatur zu. Sie war bislang mit ihren Bildern auf Ausstellungen in mehreren deutschen Städten vertreten u. a. in Dresden, Berlin, Bautzen, Bretten, Erfurt, Ingolstadt, Nürnberg, Rüdesheim und Geisenheim. 2004 erschien ihr Buch Ankunft im Leben – Begegnungen auf dem Weg zu Gott, in dem zehn erwachsene Taufbewerber ihren Weg zum Glauben darstellen, und 2016 die Fortsetzung Ankunft im wahren Leben: 15 Jahre nach ihrer Taufe - Begegnungen mit Erwachsenenkatechumenen.

## Privatleben
Sylvia Wolff ist verheiratet, Mutter von drei Kindern und lebt und arbeitet als freie Malerin sowie als freie Autorin in Wandlitz.

## Filmografie
- 1988: Rapunzel oder der Zauber der Tränen

## Literarisches Werk
- Ankunft im Leben. Begegnungen auf dem Weg zu Gott. Benno Verlag, Leipzig, 2004. ISBN 978-3-7462-1754-3.
- Ankunft im wahren Leben. 15 Jahre nach ihrer Taufe. Benno Verlag, Leipzig, 2016. ISBN 978-3-7462-4748-9.